# Сан-Фруменцо-ай-Прати-Фискали (титулярная церковь)
Титулярная церковь Сан-Фруменцо-ай-Прати-Фискали (лат. Titulus Sancti Frumentii ad Prata Fiscalia) — титулярная церковь была создана Папой Иоанном Павлом II 28 июня 1988 года. Титул принадлежит церкви Сан-Фруменцо-ай-Прати-Фискали, расположенной в I зоне Рима Валь Мелаина, на виа Карвилья, которая является приходской церковью, учрежденной 18 марта 1968 года.

## Список кардиналов-священников титулярной церкви Сан-Фруменцо-ай-Прати-Фискали
- Алешандри Жозе Мария душ Сантуш (28 июня 1988 — 29 сентября 2021, до смерти);
- Роберт Уолтер Макэлрой — (27 августа 2022 — по настоящее время).